# José Varela y Ulloa
José Varela y Ulloa (Vilareda (Palas de Rei, Lugo), 7 de julho de 1739 — Havana (Cuba), 23 de julho de 1794) foi um oficial naval, cartógrafo, hidrógrafo, naturalista, geógrafo e político que se destacou na delimitação e levantamento geográfico das possessões espanholas no golfo da Guiné e no Uruguai.

## Biografia
Varela y Ulloa depois de terminar a sua formação básica, obteve carta-patente de guarda-marinha. A 20 de junho de 1759 ingressou na Escola de Guardas Marinhas de Cádis, onde foi colaborador do astrónomo e cartógrafo Vicente Tofiño de San Miguel. Como guarda-marinha e depois como alferes de fragata , posto a que foi promovido a a 17 de fevereiro de 1766, esteve embarcado, destacando a sua atuação na campanhas de corso contra as potências berberes e na repressão dos piratas da Barbária.
Obtido o posto de tenente de navio a 1 de junho de 1773, nesse mesmo ano integrou a oficialidade da fragata Rosalía, sob o comando do também galego Juan de Lángara. A 1 de janeiro de 1774 partiu nesse navio numa expedição naval destinada a determinar as coordenadas da ilha de Trinidad, no mar das Antilhas.
A sua relação com o astrónomo e cartógrafo Vicente Tofiño de San Miguel levou a que frequentasse os estudos avançados da Academia de Guardia Marinas, aos quais era apenas admitido um pequeno grupo de oficiais que se tinham distinguido nos estudos. Nesta primeira fase daquilo que viria depois a ser o curso de Estudios Mayores, os alunos alternavam a formação teórica com práticas de astronomia no Real Observatorio de Cádiz. Chegou a ser proposto para professor de astronomia da Academia de Guardas Marinhos, mas não chegou a tomar posse, mas ainda assim, de 1773 a 1776 trabalhou com Tofiño na realização de observações astronómicas. Os resultados foram publicados em La Gaceta, edição de 26 de abril de 1774. foi promovido a capitão-de-fragata em 17 de fevereiro de 1766.
Varela y Ulloa embarcou a 20 de junho de 1776 como observador na expedição francesa comandada por Jean-Charles de Borda, que a bordo a fragata francesa Boussole determinou a posição geográfica de diversos pontos da costa ocidental africana entre o cabo Espartel e o cabo Verde, auxiliando os cartógrafos franceses na medição da altitude do pico do Teide e cartografando as ilhas Canárias. Auxiliado pelos cronómetros náuticos de precisão de que a expedição francesa dispunha, preparou o roteiro desde o cabo Espartel ao cabo Verde e traçou aas cartas náuticas das costas entre o Cabo Espartel e o Cabo Bojador e do Cabo Bojador ao Cabo Verde, cartas que depois foram incluídas no Atlas Marítimo de España.
Quando em consequência do Tratado de Santo Ildefonso (1777) entre os reinos de Portugal e Espanha, coube à Espanha conservar na sua posse a Colónia do Sacramento, no actual Uruguai, e receber de Portugal, no golfo da Guiné, as ilhas de Fernando Pó e Annobón, Varela y Ulloa foi integrado na expedição enviada para dar execução aquele tratado. Com esse objetivo, as fragatas Santa Catalina e Nuestra Señora de la Soledad saíram em novembro de 1777, sob o comando de José Varela y Ulloa e de Ramón Topete Fuentes, respetivamente, levando exemplares do Tratado e novas instruções ao vice-rei Pedro de Cevallos. Chegaram a Montevideu no início de 1778.
Após a assinatura do Tratado de El Pardo, assinado a 11 de março de 1778 para confirmar o Tratado preliminar de San Ildefonso, foi tornada pública a cessão a Espanha das ilhas de Fernando Poo e de Ano Bom. Foi então organizada uma expedição para tomar possessão daquelas ilhas africanas para Espanha, sob o comando geral de Felipe José de los Santos Toro y Freyre, o 7.º conde de Argelejo. A expedição partiu de Buenos Aires e demorou 6 meses a atingir o Golfo da Guiné, atingindo as ilhas a 21 de outubro de 1778. A tomada de possessão foi difícil, falecendo, vítima de febres, o comandante da expedição no seu decurso, sendo substituído pelo seu imediato, Joaquín Primo de Rivera. A borda da fragata Santa Catalina, Varela y Ulloa chegou a Espanha em abril de 1779 depois de ter procedido à determinação das posições geográficas das ilhas do golfo da Guiné (ilha de Ano-Bom, ilha de São Tomé, ilha de Fernando Pó e ilha do Príncipe) e do cabo Lope-Gonzalo. Nesse mesmo ano voltou a embarcar a bordo de uma fragata francesa numa expedição de verificação de cronómetros marinhos. Promovido a capitão de navio nesse ano de 1779, foi nomeado comandante do navio Rayo a 28 de maio de 1779.
Um dos requisitos do Tratado de El Pardo era a delimitação rigorosa das fronteiras por uma expedição luso-espanhola que deveria reconhecer a região. Apesar da expedição ter sido planeada em 1781, apenas foi autorizada quando o novo vice-rei do Río de la Plata, Juan José de Vértiz, solicitou a realização de um conjunto de reconhecimentos para estabelecer a divisória entre os domínios espanhóis e portugueses no sul da América. Os trabalhos começaram a 10 de janeiro de 1784 e prolongaram-se até janeiro de 1790. No contexto destes trabalhos, em 1781 Varela y Ulloa foi nomeado chefe da expedição que delimitaria as fronteiras entre as possessões espanholas e portuguesas na Colónia de Sacramento. 
Em 1783 integrou os trabalhos destinados a elaborar o Atlas Marítimo de España, no âmbito dos quais traçou as cartas das ilhas Canárias e da África ocidental, redigindo o respetivo roteiro complementar ao trabalho hidrográfico. De 1784 a 1786 trabalhou na comissão de limites desde Maldonado ao Río Grande de San Pedro, com base em Buenos Aires, continuando a figurar como professor de Matemáticas da Academia de Guardiamarinas.
Em 1790 ascendeu a brigadeiro, sendo colocado no Observatório Astronómico de Cádiz, deixado o cargo de professor da Academia de Guardiamarinas a 10 de dezebro de 1790. Em 1791 ascendeu a chefe de esquadra e foi enviado em comissão de serviço para as Américas, falecendo em La Habana a 23 de junho de 1794 de morte natural.

## Obra
Entre outras obras é autor das seguintes publicações:
- Descripción de la Isla de Fernando Poo (1780)
- Derrotero y descripción de las islas Canarias, Cádiz, 1788.